# Danemark aux Jeux paralympiques d'hiver de 2018
Le Danemark participe aux Jeux paralympiques d'hiver de 2018 à Pyeongchang, en Corée du Sud, du 9 au 18 mars 2018. Il s'agit de la onzième participation du pays aux Jeux paralympiques d'hiver.

## Composition de l'équipe
La délégation danoise n'est composée que d'un athlète prenant part aux compétitions dans un sport.

### Snowboard
- Daniel Wagner